# Eva-Lotta Bernström
Eva-Lotta Iréne Bernström, född den 4 april 1967 i Fegen i Halland, är en skådespelerska, sångerska och revy-aktris.

## Biografi
Eva-Lotta Bernström har spelat i Falkenbergsrevyn sedan 1998, men startade revy-karriären i Krogseredsrevyn redan år 1987. Hon har vunnit revy-SM fyra gånger med Årskavalkaden år 1993, Finska pinnar år 2002, samt I väntans tider och En riktig saga år 2012.
År 2003 vann Eva-Lotta en Guldmask för "Bästa kvinnliga biroll i pjäs" för sin roll i farsen Hotelliggaren, i vilken hon spelade tillsammans med Thomas Petersson. Under samma år ersatte hon den kvinnliga buskis-veteranen Siw Carlsson som Matilda Kristersson i Barnaskrik och jäkelskap (den sista uppsättningen i Jäkelskapserien) av Stefan & Krister i Falkenberg.
År 2012 fick Eva-Lotta även taga emot Laila Westersunds stipendium för revy-artister. Motiveringen löd ”Att under många år och alltjämt sprida glädje i den traditionsrika Falkenbergsrevyn, med en utsökt blandning av burlesk humor och allvar i bästa LAILA-stil, en ”nästankopia”.”

## Teater

### Roller (ej komplett)
| År   | Roll                | Produktion                                                     | Regi             | Teater                                |
| ---- | ------------------- | -------------------------------------------------------------- | ---------------- | ------------------------------------- |
| 2003 | Matilda Kristersson | Barnaskrik och jäkelskap Krister Claesson och Gustaf Skördeman | Krister Claesson | Vallarnas friluftsteater, Falkenberg. |